# Giovanni della Miseria
Giovanni della Miseria, al secolo Giovanni Narducci, noto in spagnolo anche come Juan Narduch (Casalciprano, 1526 circa – Madrid, 15 settembre 1616), è stato un pittore e religioso italiano, fratello converso dell'ordine dei carmelitani scalzi, autore dell'unico ritratto eseguito dal vero di Teresa di Gesù.

## Biografia

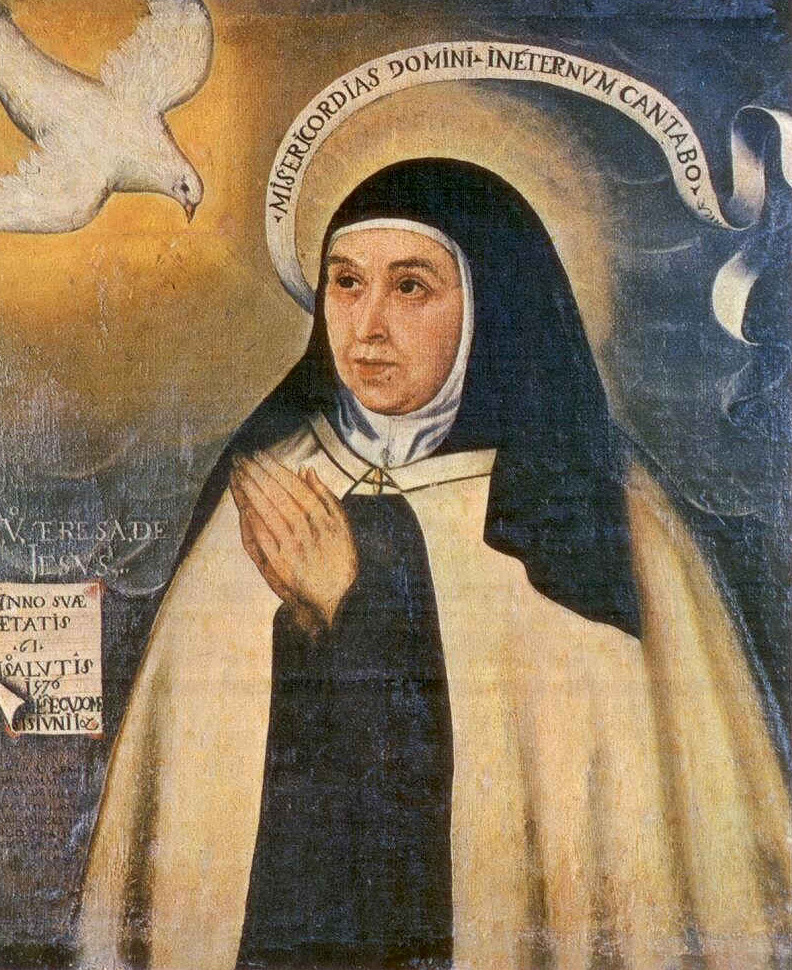
Il ritratto dal vero di Teresa di Gesù eseguito nel 1576 da Giovanni della Miseria

Nato in diocesi di Boiano dal cardatore Angelo Narducci e da sua moglie Domenica, vestì l'abito francescano nel convento dei frati minori scalzi di Fonte Colombo ma ne fu presto cacciato. Si stabilì in Spagna dopo un pellegrinaggio a Santiago di Compostella.
Insieme con il suo connazionale Mariano Azzaro, che aveva conosciuto in Italia, si ritirò tra gli eremiti del Tardón. Seguì Mariano Azzaro ad Aranjuez e, grazie alla raccomandazione della principessa Giovanna d'Asburgo, fu accettato come allievo dal pittore Alonso Sánchez Coello.
Soggiornava come pittore presso il monastero di Leonor de Mascareñas quando la nobildonna fu visitata da Teresa di Gesù, che invitò Giovanni e Mariano a unirsi alla sua riforma.
Con Mariano Azzaro, eresse a Pastrana un convento su un terreno donato dal principe Ruy Gómez de Silva e il 9 luglio 1569 prese l'abito carmelitano; assunse il nome di fra' Giovanni della Miseria, professò i voti il 10 luglio 1570 e l'anno successivo passò al convento di La Roda. Nel 1576 fu incaricato dal padre provinciale Jerónimo Gracián di eseguire a Siviglia un ritratto dal vero di Teresa di Gesù. Dopo aver visto il dipinto, Teresa commentò: "Dio ti perdoni, fra Giovanni, che, dopo avermi fatto soffrire Dio sa quanto, hai finito col dipingermi brutta e cisposa".
Dopo un viaggio a Roma decise di lasciare i carmelitani scalzi per unirsi ai francescani, ma dopo il suo incontro con Nicolò di Gesù Maria Doria fu riammesso nell'ordine teresiano e fu tra i fondatori del convento dei carmelitani scalzi di Sant'Anna a Genova, dove lasciò numerosi dipinti.
Verso il 1583 tornò in Spagna e morì ultranovantenne nel convento di Sant'Ermenegildo a Madrid.